# The Coroner’s Gambit
The Coroner’s Gambit — пятый студийный альбом американской инди-рок группы The Mountain Goats из Клермонта (Калифорния). Он был выпущен 17 октября 2000 года на лейбле Absolutely Kosher Records. Несколько песен с этого альбома, включая «The Coroner’s Gambit», «Bluejays and Cardinals» и «Shadow Song», были написаны о Розз Уильямсе, который закончил свою жизнь за два года до выхода альбома и был личным другом Джона Дарниэлла. В некоторых концертных версиях он упоминает Уильямса по имени.

## Отзывы
| Оценки критиков  | Оценки критиков |
| Источник         | Оценка          |
| ---------------- | --------------- |
| Allmusic         | [ 4 ]           |
| Pitchfork        | 8.5/10          |
| Splendid (ezine) | (favorable)     |

Альбом получил положительные отзывы от музыкальных критиков. Критик AllMusic Джейсон Ники оценил альбом на 4 из 5 и отметил, что «После трёхлетнего перерыва между выпусками полноценных альбомов The Mountain Goats вернулись в классической форме с The Coroner’s Gambit. Здесь есть все, как для преданного ученика, так и для новообращённого: низкокачественная продукция и очень грамотные тексты, песни, исполняемые одновременно с интенсивностью и тонкостью. Наполняя альбом изображениями кулинарии, садоводства, отношений и смерти (четыре общих мотива в творчестве Mountain Goats), и попутно опуская имена, такие как Толстой и Лиэнн Раймс, автор песен и главный исполнитель Mountain Goat Джон Дарниэль. как всегда обманчиво просты и своеобразны. И хотя большая часть материала на The Coroner’s Gambit записана столь скромно, пять песен были записаны с Саймоном Джойнером и участниками Lullaby for the Work Class и Bright Eyes. Но получившиеся в результате песни — хотя и симфонические по сравнению с большей частью произведений Mountain Goats, с добавлением дополнительной гитары и минимальным струнным аккомпанементом — все ещё находятся в дружественных рамках lo-fi».

## Список композиций
| №                   | Название                   | Длительность |
| ------------------- | -------------------------- | ------------ |
| 1.                  | «Jaipur»                   | 3:13         |
| 2.                  | «Elijah»                   | 3:07         |
| 3.                  | «Trick Mirror»             | 2:40         |
| 4.                  | «Island Garden Song»       | 2:27         |
| 5.                  | «The Coroner's Gambit»     | 2:55         |
| 6.                  | «Baboon»                   | 2:16         |
| 7.                  | «Scotch Grove»             | 1:37         |
| 8.                  | «Horseradish Road»         | 2:28         |
| 9.                  | «Family Happiness»         | 2:57         |
| 10.                 | «Onions»                   | 2:15         |
| 11.                 | «Bluejays and Cardinals»   | 3:03         |
| 12.                 | «Shadow Song»              | 2:45         |
| 13.                 | «There Will Be No Divorce» | 2:51         |
| 14.                 | «Insurance Fraud #2»       | 3:02         |
| 15.                 | «The Alphonse Mambo»       | 2:44         |
| 16.                 | «We Were Patriots»         | 2:40         |
| Общая длительность: | Общая длительность:        | 43:00        |